# Philip E. Tetlock
Philip E. Tetlock (nascido em 1954) é um psicólogo e cientista político canadense-americano, atualmente professor na Universidade da Pensilvânia, onde foi nomeado para a Wharton School e a School of Arts and Sciences. Ele foi eleito membro da American Philosophical Society em 2019.
Ele escreveu vários livros de não-ficção na interseção da psicologia, ciência política e comportamento organizacional, incluindo Superforecasting: The Art and Science of Prediction ; Julgamento político especializado: quão bom é? Como podemos saber? ; Desvendando o Ocidente: cenários hipotéticos que reescrevem a história mundial; e Experimentos de pensamento contrafactual na política mundial. Tetlock também é o co-investigador principal do The Good Judgment Project, um estudo de vários anos sobre a viabilidade de melhorar a precisão dos julgamentos de probabilidade de eventos de alto risco do mundo real.

## Biografia
Tetlock nasceu em 1954 em Toronto, Canadá, e concluiu seu trabalho de graduação na University of British Columbia e seu doutorado na Yale University, obtendo o PhD em 1979.
Ele atuou como professor em diversas universidades, incluindo a Universidade da Califórnia em Berkeley, a Ohio State University, e a Universidade da Pensilvânia.
Tetlock recebeu prêmios de sociedades e fundações científicas, incluindo a American Psychological Association, American Political Science Association, a Associação Americana para o Avanço da Ciência, Sociedade Internacional de Psicologia Política, Academia Americana de Artes e Ciências, Academia Nacional de Ciências e MacArthur, Sage, Grawemeyer e Fundações Carnegie.

## Obra
Tetlock publicou mais de 200 artigos científicos em revistas especializadas e editou ou escreveu dez livros.
O programa de pesquisa de Tetlock nas últimas quatro décadas explorou cinco temas principais:
1. o conceito de bom julgamento (com ênfase especial na utilidade dos torneios de previsão na avaliação de um componente-chave do bom julgamento: a precisão);
2. o impacto da responsabilidade no julgamento e na escolha;
3. as restrições que os valores sagrados colocam nas fronteiras do pensável;
4. a distinção difícil de definir entre psicologia política e psicologia politizada; e
5. a utilidade de experimentos com sociedades hipotéticas para desvendar fatos e julgamentos de valor sobre o impacto de propostas políticas concorrentes.